# Sphecodes pycnanthemi
Sphecodes pycnanthemi är en biart som beskrevs av Robertson 1897. Sphecodes pycnanthemi ingår i släktet blodbin, och familjen vägbin. Inga underarter finns listade i Catalogue of Life.